# انتفاضة إيليندن–بريوبراجينيه
كانت انتفاضة إيليندن–بريوبراجينيه ، أو ب بساطة انتفاضة إيليندن في أغسطس 1903، ثورة منظمة ضد الإمبراطورية العثمانية، التي قامت بإعدادها وتنفيذها المنظمة الثورية الداخلية المقدونية. ويشير اسم الانتفاضة إلى إيليندن، اسم لعيد إيليا، وبريوبراجينيه الذي يعني التجلي.
أثر التمرد في منطقة مقدونيا على معظم المناطق الوسطى والجنوبية الجنوبية من موناستير فيلايت، حيث تلقى الدعم بشكل رئيسي من الفلاحين البلغار المحليين، وإلى حد ما، سكان أروماني في المنطقة. تم إنشاء حكومة مؤقتة في مدينة كروشيفو، حيث أعلن المتمردون جمهورية كروسيفو، التي تم غزوها بعد عشرة أيام فقط، في 12 أغسطس. في 19 أغسطس، أدت انتفاضة ذات صلة وثيقة نظمها الفلاحون البلغار في ولاية أدريانوبل إلى تحرير منطقة واسعة في جبال ستراندجا وإنشاء حكومة مؤقتة في فاسيليكو، جمهورية ستراندجا. استمر هذا حوالي عشرين يومًا قبل أن يتم خنقهم من قبل الأتراك.
وفي الوقت الذي بدأ فيه التمرد، كان معظم قادته المحتملين، بمن فيهم إيفان غارفانوف وغوس ديتشيف، قد أوقفوا أو قتلوا بالفعل على يد العثمانيين، وألغيت هذه الجهود في غضون شهرين. وتمكن الناجون من القيام بحملة حرب العصابات ضد الأتراك في السنوات القليلة القادمة، لكن أثرها الأكبر يتمثل في إقناع السلطات الأوروبية بمحاولة إقناع السلطان العثماني بأنه يجب عليه أن يتخذ موقفاً أكثر تصالحية تجاه رعاياه المسيحيين في أوروبا.

## مقدمة
وفي مطلع القرن العشرين، كانت الإمبراطورية العثمانية تتفتت، كما أن الأراضي التي استولت عليها في أوروبا الشرقية منذ أكثر من 500 عاما قد مرت على حكام جدد. كانت مقدونيا وتراقيا مناطق ذات حدود غير محددة، متاخمتين للدول اليونانية والبلغارية والصربية المستقلة حديثًا، ولكنها لا تزال تحت سيطرة الأتراك العثمانيين. تستند كل من الدول المجاورة على ادعاءاتها على مقدونيا وتراقيا على أسس مختلفة للتكوين التاريخي والعرقي. لكن السكان كانوا متنوعين إلى حد كبير، وكانت المطالب التاريخية المتنافسة تستند إلى عدة إمبراطوريات في الماضي البعيد. وقد جرت المنافسة من أجل السيطرة إلى حد كبير عن طريق الحملات الدعائية، التي تستهدف الفوز على السكان المحليين، وتم ذلك إلى حد كبير عن طريق الكنائس والمدارس. وتلقى مختلف مجموعات المرتزقة الدعم أيضا من جانب السكان المحليين والحكومات المتنافسة الثلاث ([14]).
General Tsonchev's Supreme Committee's band
الفريق الاستشاري العام
و كانت أكثر الفئات فعالية هي المنظمة الثورية المحلية - أدريدولونتيتان الداخلية، التي تأسست في ثيسالونيكي في عام 1893. وكان ل الفريق عدد من التغييرات على الاسم قبل الانتفاضة وبعد ها. وكان معظم هم من البلغاريين وأيدوا فكرة إنشاء مقدونيا المستقلة ومناطق أدريانولي داخل الدولة العثمانية ب شعار "مقدونيا ل صالح المقدونيين ([15 ])، وسرعان ما بدأ نفاذ ه إلى أعضاء اللجنة العليا المقدونية، وهي مجموعة تشكلت في عام 1894 في صوفيا، بلغاريا. وقد أطلق على هذه الجماعة اسم الجبهة، ودعت بلغاريا إلى ضم المنطقة ([16]).
و ب ما أن مصطلح الاستقلال الذاتي يستخدم ب صورة منتظمة فيما يتعلق ب المسألة المقدونية، فإن ه من الضروري الإشارة إلى شعور ه وسبب ه. وكان مصدر إلهام ها ب التأكيد أن ها تنتمي إلى ممارسة البلقان في القرن التاسع عشر التي احتفظت في ها الدول ب حيلة السيطرة العثمانية على الدول المستقلة ب صورة فعالة تحت ستار مركز الحكم الذاتي داخل الدولة العثمانية؛) صربيا، الفترة من 1829 إلى 1878 ؛ ورومانيا، إلى 1878 ؛ وبلغاريا، إلى 1908). والاستقلالية، وب عبارة أخرى، هي ب نفس القدر من الاستقلالية. وعلاوة على ذلك، ومن منظور مقدونيا، فإن هدف الاستقلال عن طريق الحكم الذاتي ل ه ميزة أخرى. والأهم من ذلك، أن ه لا يمكن ل صربيا ولا ل ليونان أن تتوقع أن تحصل على كامل مقدونيا، ك ما أن ها تتطلع إلى التقسيم وتحث ها على ذلك. ثم إن الحكم الذاتي هو أفضل وسيلة ل الحماية ضد التقسيم، وذلك من شأن ه أن يحافظ على الطابع البلغاري ل سكان سلاف المقدونيين المسيحيين على الرغم من فصل هم عن بلغاريا ب شكل صحيح. وفكرة الحكم الذاتي المقدوني هي فكرة سياسية محضة ولا تنطوي على انفصال عن الإثنية البلغارية ([17]).
, p., at p., at p., at p.
و ل المجموعتين استراتيجيات مختلفة. - وك ما كان القصد من ها في الأصل إعداد انتفاضة مخطط ل ها ب عناية في المستقبل، إلا أن المتشددين يفضلون شن الغارات المباشرة وعمليات حرب العصابات من أجل تعزيز الاضطرابات والتدخل السريع ([14]) [19] من ناحية أخرى، قامت مجموعة أصغر من المحافظين في سالونيكا ب تنظيم جماعة ثورية سرية سرية بلغارية (ب اليغاراسكو تينغو). وقد أدرج هذا الأخير في سيارو ب حلول عام 1902، ولكن أعضاء ه ب وصف هم إيفان غارفانوف كان ل هم أن يمارسوا تأثيرا كبيرا على المنظمة. وكان من بين القادة المؤسسين ل شركة ميكارو، غوسي ديتشيف، دعوة قوية ل المضي قدما ب بطء، إلا أن دعاة المساواة طعو نا على القيام ب انتفاضة كبرى في صيف عام 1903. وقد قُتل السيد ديشيف نفس ه على يد الأتراك في أيار/مايو 1903.
- وفي غضون ذلك، وفي أواخر نيسان/أبريل 1903، شنت مجموعة من أنصار الشباب من دائرة جيدجيزي - خريجو المدرسة العليا ل الرجال في بلغاريا حملة ل قمع الهجمات الإرهابية، وما يسمى ب تفجيرات ثيسالونيكي ل عام 1903. وكان هدف هما جذب اهتمام القوى العظمى إلى القمع العثماني في مقدونيا وفي تراقيا الشرقية. وردا على هذه الهجمات، قتل الجيش التركي والقناصة (غير النظاميين) العديد من البلغاريين الأبرياء في ثيسالونيكي، ثم في بيتولا في وقت لاحق.
() المرجع نفس ه، الصفحة، الفقرة 1903.
- وب هذه الظروف، لم يتم المضي قدما في تنفيذ خطة تعزيز المساواة بين الجنسين والنهوض ب المرأة. وب قيادة من إيفان غارفانوف، اتخذ قرار ب شأن الثورة العسكرية. ولم يشارك غارفانوف نفس ه في الانتفاضة ب سبب اعتقال ه ونفي ه في رودس. وكان اليوم الذي وقع في ه الانتفاضة هو آب/أغسطس 2 (تموز/يولي ه 20 في التقويم القديم ل جوليان)، وهو يوم عيد القديس إلياس. وكان هذا اليوم المقدس يعرف ب اسم إيلينين. - وفي 11 تموز/يولي ه، حدد مؤتمر ب تروفا نيفا ب القرب من ميكو تارنوفو تاريخ تموز/يولي ه ل الانتفاضة، ثم أرجع ه إلى آب/أغسطس. ولم تكن منطقة تراقيا، حول شعب أدريانبويل، جاهزة، وتفاوضت على انتفاضة لاحقة في تلك المنطقة.
موقف حكومة بلغاريا من الانتفاضة. - وخلال المناقشات، أيدت حكومة راشو بتروف موقف مسيرو من طابع داخلي كامل ل التمرد. وإلى جانب الإنذار الشخصي الذي وجه ه السيد بيتروف شخصيا إلى غوتش ديلتشيف في كانون الثاني/يناير 1903 ب شأن تأخير التمرد أو حتى إلغائ ه، أرسلت الحكومة مذكرة تعميمية إلى بعثات ها الدبلوماسية في تيسالونيكي، وبيتولا وإكورن، وأبلغت السكان ب عدم الاستسلام ل دعاية مؤيدة ل التمرد، لأن بلغاريا لم تكن مستعدة ل دعم ها ([21]).
[

## انتفاضة إيليندن
شعار المتمردين من أوهريد ب العلم البلغاري. وهذا التسجيل مسجل أيضا ب اللغة البلغارية. وقام المتمردون ب نقل الأعلام البلغارية في كل مكان [22] [23]
و علم القتال في مفرزة راستروغا المتمردة.
و ترد التواريخ والتفاصيل هنا من قبل الكاتب الفوضوي جورجي خديزيف، الذي ترجم ه س.
```
وفي 28 تموز/يولي ه، أرسلت الرسالة إلى الحركات الثورية، على الرغم من استمرار السرية حتى آخر لحظة.
وبدأت الانتفاضة ليلة آب/أغسطس 2، وشملت مناطق واسعة في المناطق المحيطة ب بيتولا، حول الجنوب الغربي من جمهورية مقدونيا وبعض شمال اليونان.
- وفي ليلة آب/أغسطس 2 والصباح الباكر من آب/أغسطس 3، تعرضت بلدة كروسيفو ل الهجوم واستولى على ها 800 متمردا.
وبعد ثلاثة أيام من القتال والحصار من آب/أغسطس 5، استولى المتمردون على مدينة سميلي.
وقد استولى المتمردون على مدينة كيشورا، ب القرب من كاستريا، في حوالي آب/أغسطس 5.
وفي يومي 4 وآب/أغسطس، بذلت القوات التركية محاولة فاشلة لإعادة الاستيلاء على كروشفو.
وفي آب/أغسطس 4، وب قيادة نيكولا كاريف، أنشئت إدارة محلية تسمى الآن جمهورية كوريفو.
- وفي آب/أغسطس 12، وفي أعقاب معركة سيليا، قام شخصا من القوات العثمانية القوية ([24]) ب القبض على كروسيفو وحرق ه. وقد احتجز ه المتمردون ل مدة عشرة أيام فقط.
- وفي آب/أغسطس، قامت بعض العصابات، ب قيادة نيكولا بوشكوروف، ب مهاجمة قطار عسكري وتعطيل ه عن مسار ه.
وفي الرزاق، انضم السكان إلى هذه الانتفاضة. وقد استمر ذلك في شرق جمهورية مقدونيا اليوغوسلافية السابقة في بلغاريا في الوقت الحالي.
وفي آب/أغسطس 27، استعيد آخر مرة في آب/أغسطس.
وشملت المناطق الأخرى المشاركة أوهريد، وفلورينا، وكيتشفو. وفي منطقة تسالونيكي، كانت العمليات أكثر محدودية ب كثير وب دون مشاركة محلية، ويرجع ذلك جزئيا إلى الخلافات بين فصائل المنظمة الثورية الوطنية المقدونية. ولم تحدث أيضا أية انتفاضة في منطقة بريليب، مباشرة إلى شرق بيتولا.
وقامت ميليشيات ناشطة في منطقة سرت، ب قيادة يان سانسانسكي، ومفرزة متمردة تابعة ل لجنة العليا، ب إلقاء القبض على عدد كبير من القوات التركية. وبدأت هذه الإجراءات يوم عيد الصليب الأحمر) كراستوفدن ب اللغة البلغارية، أيلول/سبتمبر 1994 (و لم تشمل السكان المحليين ب قدر ما كان على ه الحال في مناطق أخرى، ك ما أن ها تعود إلى الشرق من منستر وإلى الغرب من تراقيا.
```

و في المناطق التي تشمل انتفاضة عام 1903، كان القرويون الألبان في حالة ما إما أن هم تحت تهديد من القوات الجوية الكولومبية، أو جندة هم السلطات العثمانية من أجل إنهاء الانتفاضة ([25]).

## انتفاضة بريوبراجينيه
- أعضاء الوفود في مؤتمر جبال الراين.
- ووفقا ل ما أفادت ب ه السيدة خازئيف، كان الهدف الرئيسي ل الانتفاضة في تراقيا هو إعطاء الدعم ل الانتفاضات أكثر من الغرب، وذلك ب إشراك القوات التركية ومنع ها من الانتقال إلى مقدونيا. وقد تحول العديد من هذه العمليات إلى نوبات، على الرغم من أن ه تم الاستيلاء على عدد من القرى، ك ما تم احتجاز منطقة ب رددزا نحو عشرين يوماً. ويطلق على ذلك في بعض الأحيان اسم بلدية ترايدشا أو بلدية سورددشا، ولكن ه لم تكن هناك قط مسألة سلطة الدولة في منطقة تراقيا. - وفي جبال الراين الغربية، في تراقيا الغربية، لم يعبر عن الربيع إلا في بعض عمليات التسريب التي يقوم ب ها البعض في منطقتي سموليان وديداغاش ([26]).
```
- وفي صباح آب/أغسطس 19، شُنت هجمات على القرى في جميع أنحاء المنطقة، ب ما في ذلك فاسيليكو (تساريفو الآن)، وستويليفو (ب القرب من ميكو تارنوفو)، والقرى القريبة من إروين.
- وفي آب/أغسطس 21، تم تفجير حديقة هاربور في إنيمادا.
وفي حوالي أيلول/سبتمبر 3، بدأت قوة العثمانية قوية في إعادة تأكيد سيطرة ها.
وب حلول أيلول/سبتمبر 8، كان الأتراك قد استعيد السيطرة والتقيا.
```

[
قافلة من النشطاء البلغاريين البلغاريين في بلغاريا.

## بعد
و كان رد فعل الأتراك العثماني على الانتفاضات غير متناسب ووحشية وانطوى على قوة طاغية. والأمل الوحيد ل المتمردين هو التدخل الخارجي، وذلك أمر غير ممكن من الناحية السياسية. والواقع أن ه على الرغم من أن المصالح البلغارية تحبذ ها هذه الأعمال، فإن الحكومة البلغارية نفس ها مطالبة ب تجريم جماعات المتمردين المقدونية قبل الانتفاضات، والتمست القبض على قادة ها. وكان ذلك شرطا ل الدبلوماسية مع روسيا ([19 ])، وتصدت الإمبراطورية العثمانية العثمانية ل عدم الاستقرار ب الانتقام من السكان المحليين الذين كانوا يدعمون المتمردين. وكانت الإصابات أثناء الحملات العسكرية ذات ها صغيرة نسبياً، لكن الآلاف من هم قتلوا أو أعدموا أو أصبحوا ب لا مأوى. ويقدر مؤرخ باربرا جيلافيتش أن نحو تسعة آلاف منزل قد دمرت، [15] وأُنتج آلاف من اللاجئين. ووفقا ل ما ذكر ه جورجي خيززيف، أحرقت 201 قرية و 12,400 منزلا، وقتل 4,694 شخصا، وفر نحو 30,000 لاجئ إلى بلغاريا ([12]).
- وفي أيلول/سبتمبر، وجه الأركان العامة ل الانتفاضة الرسالة رقم N 534 إلى الحكومة البلغارية ، التي تدعو إلى التدخل الفوري:
```
«و يرى الموظفون العموميون أن من واجب هم توجيه انتباه الحكومة البلغارية المحترمة إلى العواقب الوخيمة المترتبة على الأمة البلغارية ، إذا لم تقم ب واجب ها تجاه أشقائ ها الذين ولدوا هنا ، ب طريقة مثيرة ونشطة ، على النحو الذي تفرض ه قوة الظروف والخطر ، وهو ما يهدد جمهورية الأم الديمقراطية البلغارية ب أكمل ها - عن طريق الحرب».
```

و مع ذلك ، لم تتمكن بلغاريا من إرسال قوات إلى انقاذ المتمردين البلغاريين في مقدونيا وأدريانوبول تراقيا. وعند ما التقى ممثلو إيمارو ب رئيس الوزراء البلغاري راشو بتروف ، ف قد أظهر ل هم التحذيرات النهائية من صربيا واليونان ورومانيا ، التي استقبل ها ل التو ، والتي أبلغت ه ب دعم تلك البلدان ل تركيا ، وفي حالة قيام ها ب التدخل ل دعم المتمردين ([28 ])، في اجتماع عقد في أوائل تشرين الأول/أكتوبر ، قرر الموظفون العموميون التابعون ل قوات المتمردين وقف جميع الأنشطة الثورية ، وأعلنوا أن القوات ، ب استثناء الميليشيات النظامية ، س يتم تفكيك ها ([12 ])، وبعد الانتفاضة ، أصبحت هذه القوات أكثر ارتباطا ب الجماعات المتمردة ، وب هدف الهيمنة من قبل بلغاريا ([19 ])، وأدى ذلك إلى إثارة ردود فعل من العالم الخارجي. - وفي تشرين الأول/أكتوبر ، اجتمع فرانسز جوزيف ل النمسا - هنغاريا ونيكولاس الثاني من روسيا في ميرغستاغ ، ورعى برنامج الإصلاحات ، الذي ينص على المساهمة الأجنبية ل الشرطة في منطقة مقدونيا ، والتعويض المالي ل الضحايا ، وإقامة حدود إثنية في المنطقة (). ولم تُعالج مسألة تضارب تطلعات اليونان ، وصربيا ، وبلغاريا ، والدعاة المحليين ل الحكم الذاتي السياسي ، وكان من المستحيل تنفيذ مفهوم الحدود الإثنية ب فعالية. وعلى أية حال ، سرعان ما ألقت ثورة ترك الشباب في عام 1908 ب ظلال ها على هذه الشواغل ، وما تلا ها من حل الإمبراطورية العثمانية.

## التاريخ اللاحق
رسالة موجهة إلى حكومة بلغاريا من الموظفين العامين ل حكومة بلغاريا ، طالبة التدخل العسكري لإنقاذ البلغاريين المحليين ([29]).
- تقسيم مقدونيا وتراقيا في عام 1913.
و في وقت لاحق ، تفرق حربان البلقان في عامي 1912 و 1913 مقدونيا وتراقيا. وقد أخذت صربيا الجزء الرئيسي من مقدونيا اليوغوسلافية ، في الشمال ، وهو الجزء الذي يعادل تقريبا جمهورية مقدونيا. وقد تمكنت اليونان من نقل مقدونيا إلى بحر إيج ه في الجنوب ، ولم تتمكن بلغاريا من الحصول إلا على منطقة صغيرة في الشمال الشرقي: جمهورية مقدونيا اليوغوسلافية السابقة. وقد تعرضت معظم الشخصيات السياسية والثقافية البلغارية المحلية للاضطهاد أو الطرد من أجزاء صربية ويونانية من مقدونيا وتراقيا ، ألغيت في ها جميع الهياكل البلغارية. وغادر الآلاف من سلافيين مقدونيين إلى بلغاريا ، و انضموا إلى تيار أكبر ب كثير من أراضي بحر إيج ه ، حيث أحرق اليونانيون كيليكيس ، و مركز السياسة البلغارية والثقافة البلغارية ، و ك ذلك الكثير من السريس والدراما ، اليونان. أما اللغة البلغارية) ب ما في ذلك ل هجات السلافية المقدونية (ف قد تم حظر ها ، و كان استخدام ها السري ، كلما كشف عن ها ، عرضة ل السخرية أو العقاب.] 30 [قامت منظمة نا الثورية الداخلية ب دعم الجيش البلغاري أثناء حروب البلقان والحرب العالمية الأولى ؛ و بعد معاهدة ما بعد الحرب العالمية الأولى ، تم فصل حركة المادوندوانلاند الثورية الموحدة إلى منظمتين منفصلتين: المنظمة الثورية ل ثورايان ، و المنظمة الثورية المقدونية الداخلية ، و واصلت كفاح ها ضد النظم الصربية واليونانية في الفترة التالية إلى عام 1992.
و كان ل منظمة الطيران المدني الدولي سيطرة كاملة ب حكم الواقع على جمهورية مقدونيا البلغارية الناطقة ب اللغة البلغارية (مقاطعة بونغور في ذلك الوقت) و عملت ب وصف ها «دولة داخل دولة» استخدمت ها ك قاعدة ل الهجوم على يوغوسلافيا واليونان وشن الهجمات على هما. و بدأت منظمة الطيران المدني الدولي إرسال عصابات مسلحة تدعى غيتي إلى مقدونيا اليونانية واليوغوسلافية ل اغتيال المسؤولين وإثارة روح السكان المقهورين.
- و في نهاية عام 1922، بدأت الحكومة اليونانية في طرد أعداد كبيرة من البلغاريين من تراقيا الغربية إلى بلغاريا ، و قد نما نشاط المنظمة الثورية ل ثوريان الداخلية إلى تمرد مفتوح. و تمكنت المنظمة في نهاية المطاف من السيطرة الكاملة على بعض المقاطعات على طول الحدود البلغارية. و في صيف عام 1923، أعيد توطين معظم البلغار في بلغاريا. و على الرغم من أن المفارز التابعة ل المكتب واصلت التسلل إلى غرب تراقيا الغربية ، فإن المحور الرئيسي لأنشطة المنظمة تحول الآن إلى حماية اللاجئين إلى بلغاريا. و قد أدت عمليات القتل والاغتيالات المستمرة التي يقوم ب ها الاتحاد وعمليات الاغتيال التي تقوم ب ها المنظمة في الخارج إلى استفزاز البعض داخل الجيش البلغاري بعد الانقلاب الذي وقع في 19 أيار/مايو 1934 ل السيطرة على السلطة وكسر ها.
[
() بتروفا نيفا ، مخصصة ل انتفاضة بريبيزاهيي ، ب القرب من مالكو تارنوفو ، بلغاريا.
نصب تذكاري ، مخصص ل انتفاضة إيليندن ، كروشفو ، جمهورية مقدونيا.

## التركة
و كثيرا ما تعكس صور حالات التمرد التي يقوم ب ها المؤرخون في وقت لاحق التطلعات الوطنية الجارية. و يرى المؤرخون من جمهورية مقدونيا أن هم جزء من التحرك نحو دولة مستقلة على نحو ما حققت ه دولة هم الجديدة في نهاية المطاف. و ليس هناك في الواقع سوى قدر ضئيل جدا من الاستمرارية التاريخية من التمردات إلى الدولة الحديثة ، و لكن المصادر المقدونية تميل إلى التأكيد على الأهداف المبكرة ل الحكم الذاتي السياسي عند ما يتم انشاؤ ه. - و في صيف عام 1903، دفع الفصيل المسكوني إلى القيام ب التمردات ، بينما دعا الجناح الأيسر إلى المزيد من الوقت والتخطيط. [32] و يؤكد المؤرخون من بلغاريا على الطابع البلغاري الذي لا ريب في ه ل المتمردين ، و لكن هم يميلون إلى التقليل من شأن الانتقال إلى الحكم الذاتي السياسي الذي كان جزءا من المنظمة غير التمردية قبل التمرد. يشير المؤرخون الغربيين ب صورة عامة إلى انتفاضة إيلينين ، التي تمثل التاريخ الذي بدأت في ه الانتفاضة. و في بلغاريا ، من الشائع أكثر أن نشير إلى انتفاضة إينادينس - بريباني ، التي منحت المركز نفس ه ل الأنشطة التي بدأت في بريبيتراتشي ب القرب من الساحل البلغاري ل البحر الأسود ، و الحد من التركيز المفرط على المنطقة المقدونية. و تعترف بعض المصادر بأن ها حركات تمردية ذات صلة ولكن ها متميزة ، و يطلق على ها انتفاضة إيلينين وانتفاضة بريباني. و تميل المصادر البلغارية إلى التأكيد على التحركات التي تتم داخل كولومبيا من أجل الهيمنة مع بلغاريا ، على نحو ما دعا إلي ه الجناح المسكوني والفصائل اليمينية.
و يجري الاحتفال ب قادة انتفاضة إيلينين ب وصف هم أبطال في جمهورية مقدونيا. و ينظر إلي هم على أن هم من الوطنيين المقدونيين وك مؤسسي ل الحملة الرامية إلى نيل مقدونيا استقلال ها في مقدونيا. و قد أدرجت أسماء الثوار الثوريين مثل غوتش ديتشيف ، و بيتو غولي ، و السيدة غرويف ، و يان سانسانسكي ، في كلمات النشيد الوطني ل جمهورية مقدونيا الاشتراكية ب تاريخ «اليوم عن مقدونيا». و هناك مدن أطلق على ها القادة في كل من بلغاريا وجمهورية مقدونيا. و اليوم ، 2 آب/أغسطس هو العطلة الوطنية في جمهورية مقدونيا ، المعروفة ب اسم اليوم ، [33] التي تعتبر أن تاريخ ها هو تاريخ دولة ها الأولى في العصر الحديث. و هو أيضا تاريخ الإعلان في عام 1944 عن جمهورية مقدونيا الشعبية الديمقراطية ب وصف ها جمهورية تأسيسية ل جمهورية يوغوسلافيا الاتحادية الاشتراكية. و يشار الآن إلى هذا الحدث ب وصف ه«ثاني إيلينين» في جمهورية مقدونيا ، وإن لم تكن هناك صلة مباشرة ب أحداث عام 1903. و في بلغاريا ، يجري الاحتفال ب الذكرى السنوية ل الاحتفال ب الذكرى السنوية ل الانتفاضة على الصعيد المحلي ، و لا سيما في منطقتي مقدونيا وشمال تراقيا الشمالية.
[
انظر أيضا: السيرة الذاتية في جمهورية مقدونيا والقومية المقدونية

## الجدل
- و استمر النزاع منذ وقت طويل بين الطرفين في بلغاريا وجمهورية مقدونيا ب شأن الانتماء الإثني ل المتمردين. - و يرى معظم المؤرخين والسياسيين المقدونيين أن انتفاضة بريبيزايتشي هي انتفاضة بلغارية ، لا علاقة ل ها ب الانتفاضة الأولى ، التي نظم ها المقدونيين ([34 ])، و مع ذلك ، فإن بعض المنح الدراسية التاريخية المقدونية والنخبة السياسية قد اعترفت على مضض ب الطابع العرقي البلغاري ل المتمردين ([36]).
و الرأي السائد في بلغاريا هو أن البلغاريين والبلغاريين البلغاريين في ذلك الوقت كانوا يسيطرون في جميع مناطق الانتفاضات ، وأن الإثنية المقدونية لم تكن موجودة بعد ([39]). و في بداية الأمر ، لم تكن عضوية ه مقيدة إلا ب النسبة ل البلغاريين. و هو نشط ليس في مقدونيا فحسب ، بل أيضا في تراقيا. و ب ما أن تسمية المنظمة في وقت مبكر تؤكد الطابع البلغاري ل المنظمة عن طريق ربط سكان تراقيا ومقدونيا ب بلغاريا ، فإن ه لا يزال من الصعب تفسير هذه الوقائع من السيرة الذاتية المقدونية. و هم يشيرون إلى أن الثوار في فترة العثمانية لم يفرق بين «المقدونيين» و «البلغاريين». وعلاوة على ذلك ، و ك ما تشهد كتابات هم الخاصة ، فإن هم كثيرا ما رأوا أنفس هم وأبناء وطن هم ب وصف هم«البلغاريين» و كتبوا ب لغة موحدة بلغارية ([40 ])، و من الجدير ب الذكر أيضا أن بعض المحاولات التي بذل ها المسؤولون البلغاريون ل القيام ب أعمال مشتركة والاحتفال ب انتفاضة إيليندن قد رفضت من جانب مقدونيا على أن ها غير مقبولة ([42]).
و مع ذلك ، ف في آب/أغسطس 2، وضع رئيس الوزراء البلغاري بويكو بوريسوف وزميل ه المقدوني زوران زاييف في مقبرة غوتشيف ديتشيف ب مناسبة الذكرى السنوية العشرين ل انتفاضة Ilinden ، و بعد اليوم السابق ، و قَّع كلاهما على معاهدة ل الصداقة والتعاون بين الدول المجاورة ([43 ])، و تدعو المعاهدة أيضا إلى «إعادة النظر ب صورة موضوعية في التاريخ المشترك» ل بلغاريا ومقدونيا ، و يتوخى أن يحتفل كلا البلدين معا ب أحداث من تاريخ هما المشترك ([44]).
[
- و يدعى إيليندن إلى ذروة ه في جزيرة غريتش في جزر جنوب شتلاند الجنوبية ، و قد سُميت أنتاركتيكا بعد الانتفاضة.

## راجع أيضاً
- المنظمة الثورية ل مقدونيا
- انتفاضة هوري- ديغار
- انتفاضة تيخيش

## الحواشي
1. 1 2 3 4 5  Македония и Одринско 1893–1903. Мемоар на Вътрешната организация. [Macedonia and Adrianople Region 1893–1903. A Memoir of the Internal Organization.] (بالبلغارية). Sofia: Internal Macedonian-Adrianople Revolutionary Organization  [لغات أخرى]‏. 1904.{{استشهاد بكتاب}}:  صيانة الاستشهاد: علامات ترقيم زائدة (link)
2. 1 2 3 4  Perry، Duncan (1988). The Politics of Terror. The Macedonian Revolutionary Movements, 1893–1903. Durham and London: Duke University Press. ص. 136. ISBN:0-8223-0813-4.
3. 1 2  Adanir، Fikret (1979). Die Makedonische Frage. Ihre Entstehung und Entwicklung bis 1908 [The Macedonian Question. Its Genesis and Development Until 1908]. Wiesbaden: Franz Steiner Verlag. ISBN:3-515-02914-1.